# Kyle Blignaut
Kyle Blignaut (9 novembre 1999) è un pesista sudafricano.
Ha vinto la medaglia di bronzo nel getto del peso ai campionati africani di Asaba 2018.

## Palmarès
| Anno | Manifestazione          | Sede         | Evento         | Risultato | Prestazione | Note |
| ---- | ----------------------- | ------------ | -------------- | --------- | ----------- | ---- |
| 2017 | Campionati africani U20 | Tlemcen      | Getto del peso | Oro       | 20,08 m     |      |
| 2018 | Mondiali under 20       | Tampere      | Getto del peso | Oro       | 22,07 m     |      |
| 2018 | Campionati africani     | Asaba        | Getto del peso | Bronzo    | 19,05 m     |      |
| 2021 | Giochi olimpici         | Tokyo        | Getto del peso | 6º        | 21,00 m     |      |
| 2022 | Campionati africani     | Saint Pierre | Getto del peso | Argento   | 20,60 m     |      |
| 2022 | Giochi del Commonwealth | Birmingham   | Getto del peso | 7º        | 19,23 m     |      |
| 2023 | Mondiali                | Budapest     | Getto del peso | 34º (q)   | 18,82 m     |      |
| 2024 | Campionati africani     | Douala       | Getto del peso | 4º        | 19,65 m     |      |
| 2024 | Giochi olimpici         | Parigi       | Getto del peso | 13º (q)   | 20,78 m     |      |